# Pratdip
Pratdip ist eine Gemeinde im Süden Kataloniens mit 759 Einwohnern (Stand: 2024) und liegt in der Provinz Tarragona und der Comarca Baix Camp. Neben dem Hauptort Pratdip besteht die Gemeinde aus den Ortschaften Les Planes del Rei und Santa Marina. 

## Lage
Pratdip liegt etwa 21 Kilometer westnordwestlich vom Stadtzentrum von Tarragona in einer Höhe von ca. 300 m.

## Bevölkerungsentwicklung
| Jahr      | 1970 | 1981 | 1991 | 2001 | 2011 | 2021 |
| Einwohner | 550  | 481  | 439  | 579  | 848  | 680  |

## Sehenswürdigkeiten

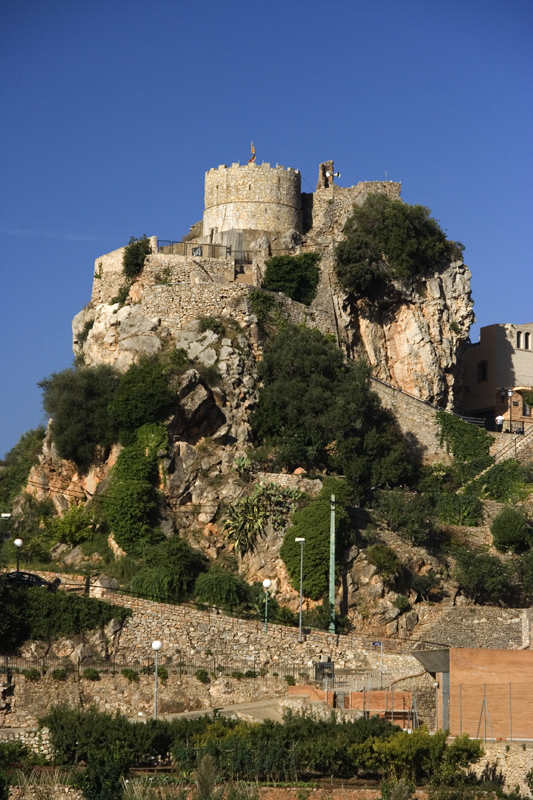
Burgruine
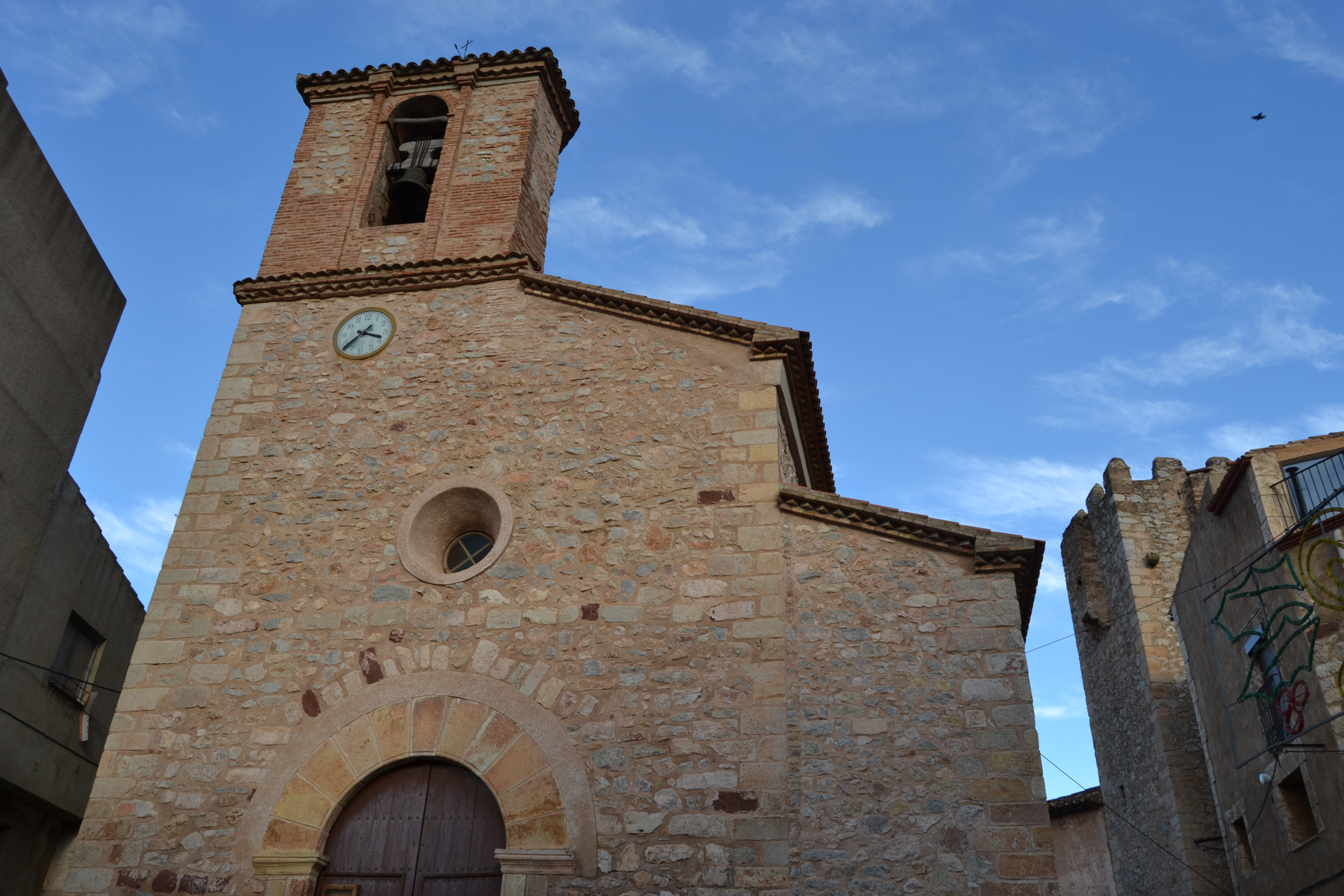
Marienkirche
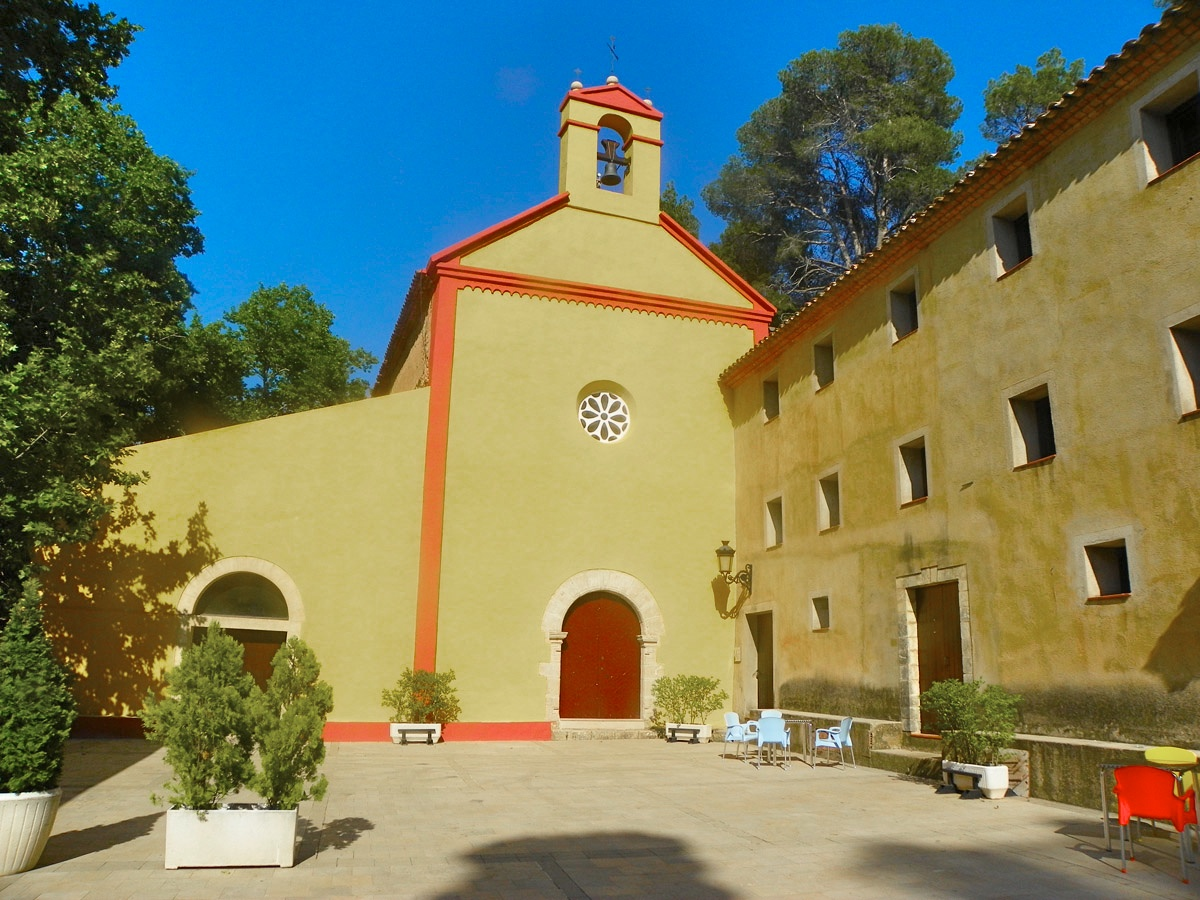
Marinenkapelle

- Burgruine
- Marienkirche
- Marinenkapelle